# Iglesia de Nuestra Señora de los Ángeles (Llivia)
La Iglesia de Nuestra Señora de los Ángeles de Llivia, se encuentra en la población de Llivia en la comarca de la Baja Cerdaña (España). Data del siglo XVI y está construida sobre otra del siglo XIII, aprovechando resto de los materiales. La iglesia se terminó completamente durante el año 1617. Consta de nave única, con ábside poligonal, capillas laterales y campanario de torre adosado. La fachada, renacentista, está ornamentada con columnas, hornacinas y frontón, con una torre circular en ambos lados.

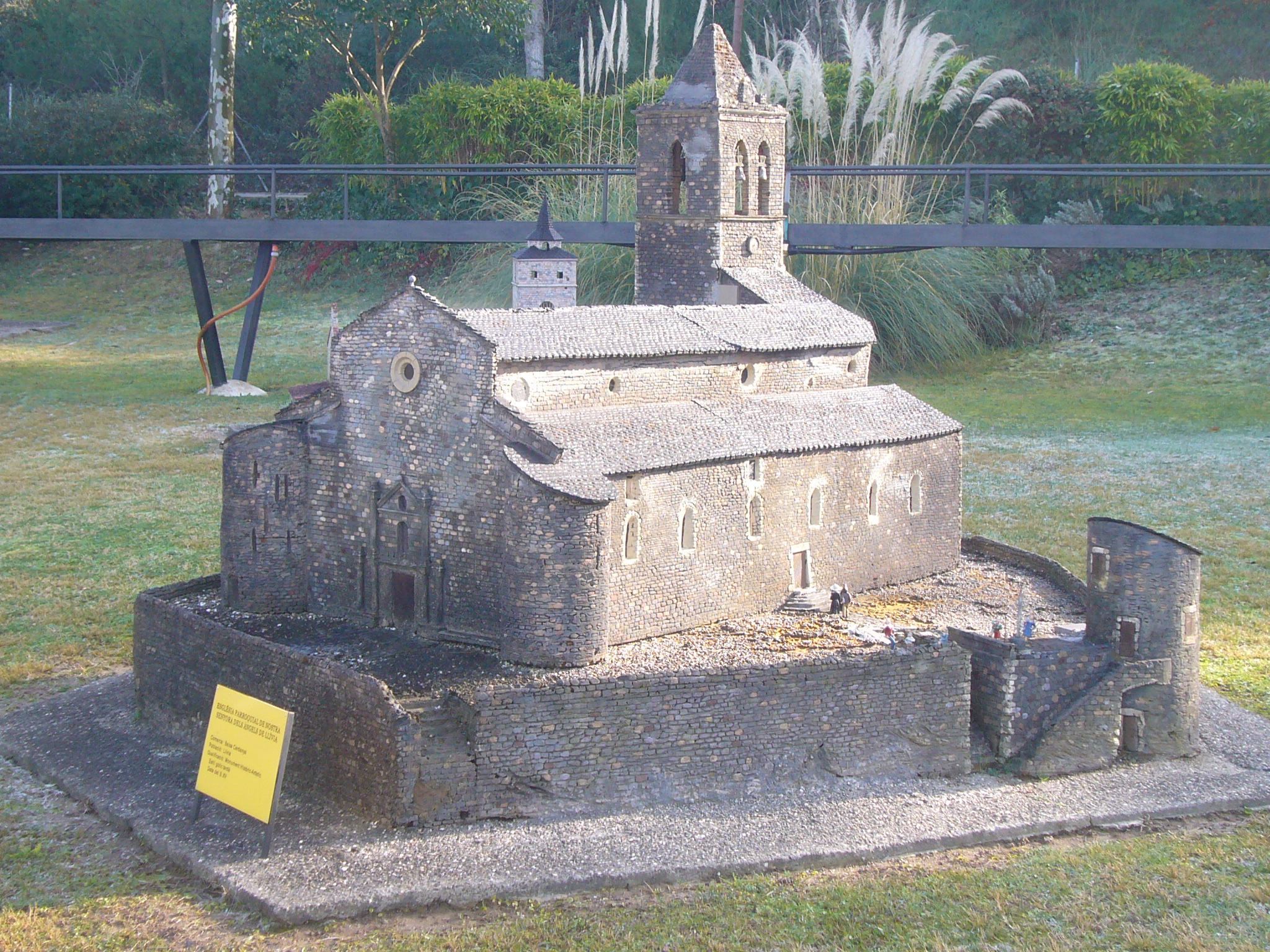
Maqueta de la iglesia, en Cataluña en Miniatura.

Los herrajes de la puerta son de finales del siglo XIII. Tiene en su interior un Cristo tallado en madera de mediados del siglo XIV, protector de los arrieros que transportaban aceite y vino del Rosellón a la Cerdaña. Las lápidas localizadas en el exterior de la iglesia están esculpidas en relieve y datan de entre los siglos XV y XVIII. Entre la exposición de objetos encontramos un Cristo tallado de transición románico-gótica que inspiró al célebre autor francés Deodac de Severac su composición musical: Les muletiers devant le Crist de Llivia. También hay una capa pluvial y dalmática, donativo de Carlos I a la villa de Llivia.